# Midgårds Söner
Midgårds Söner var ett Oi!-influerat svenskt vikingarockband, vars produktion innehöll nationalistiska budskap. Den mest kände bandmedlemmen torde vara Patrik "Nitton" Asplund, som författat boken Med hatet som drivkraft.

## Senast kända bandmedlemmar
- Dp - Gitarr och senare gitarr & sång från 1996 till att bandet splittrades.
- Sweet - Gitarr
- Fabbe - Bas
- Robban - Trummor

## Tidigare medlemmar
- Patrik "Nitton" Asplund - sång 1993-1996
- Jim - Gitarr 1993-1994

## Officiell diskografi
- 1993: Sverige Vikingaland (7" EP, CD, CDML001)
- 1994: Ny Tid (LP, CD, CDUT9407)
- 1995: Nordens Kall (LP, CD, MSR001)
- 1998: Nordens Kall (CD, DIM032, Återutgivning på DIM Records med nytt omslag)
- 1999: Fä Dör (LP, CD, CDUT9909)
- 2002: Nordens Kall (CD, DIM032, Återutgivning på DIM Records med bl.a. ny bild på skivan)
- 2010: Fä Dör (CD, DIM183, Återutgivning på DIM Records)

## Samlingsalbum
- 1994: Carolus Rex I (CDUT9411)
- 1994: Merry Christmas Everybody (S.P.E.CD02)
- 1996: Carolus Rex II (CDUT9604)
- 1996: Oi! A Tribute (CDUT9610)
- 1997: Carolus Rex III (CDUT9709)
- 1999: Carolus Rex IIII (CDUT9908)
- 2000: Svea Rike I (CDUT003)
- 2000: DIM Records Promo Sampler. (DIM073)
- 2001: Merry Christmas Everybody (Nyutgåva av Recidive Records, RR002)
- 2003: Oi! A Tribute (Nyutgåva av Street Anthem Records, SAR005 / Viking Thunder Records, VTR002)